# Peppino De Filippo
Peppino De Filippo, a volte chiamato anche solo Peppino, all'anagrafe Giuseppe De Filippo (Napoli, 24 agosto 1903 – Roma, 27 gennaio 1980), è stato un attore, comico e drammaturgo italiano.
È stato uno dei più importanti e apprezzati attori comici italiani, in ruoli sia di protagonista sia di coprotagonista. Grande popolarità ebbe la sua presenza accanto a Totò in molti film di successo degli anni cinquanta e sessanta.

## Biografia
(Peppino De Filippo)

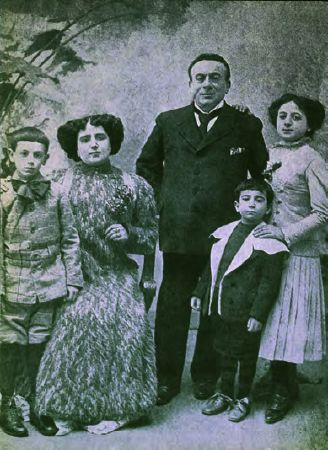
Peppino (il più piccolo), insieme ai genitori e ad Eduardo e Titina, in una foto dei primi del Novecento

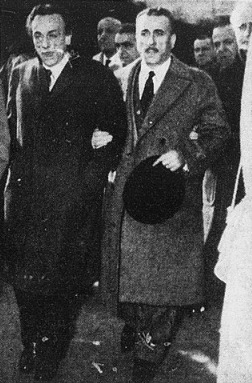
Peppino insieme al fratello Eduardo durante i funerali di Luisella, figlia di Eduardo, nel 1960

Figlio naturale del commediografo Eduardo Scarpetta e di Luisa De Filippo, nonché fratello di Eduardo e Titina, nacque a Napoli nella casa di via Bausan n. 28/O, con attuale ingresso da via Vittoria Colonna nº 10/a, da lui dettagliatamente descritta, sulla scorta della memoria infantile, nel libro autobiografico Una famiglia difficile. La pro-zia Rosa, zia paterna della madre, era maritata proprio al padre Eduardo, ed aveva avuto una relazione prematrimoniale col re Vittorio Emanuele II (da cui era nato un figlio, dunque cugino della madre e figliastro del padre). Trascorse i primi cinque anni d'infanzia a balia a Caivano e si esibì sui palcoscenici sin da bambino. Nel 1909, a soli sei anni, debutta sulle tavole del palcoscenico del teatro Valle di Roma nella commedia Miseria e Nobiltà di E. Scarpetta, in cui riveste il ruolo del piccolo Peppiniello, figlio di Felice Sciosciammocca. Intanto studia pianoforte e continua a recitare saltuariamente da solo o con i fratelli. Viene poi inviato nel collegio Chierchia in via Foria, dove rimane per due anni controvoglia. Allo scoppio della prima guerra mondiale i tre fratelli scritturati nella compagnia di Vincenzo Scarpetta girano l'Italia centro-meridionale, fermandosi al teatro Mercadante e al Fiorentini di Napoli. Nel 1920 Peppino entra a far parte della compagnia di prosa Molinari al teatro Nuovo dove ha il piacere di conoscere Totò. Lavora poi nella compagnia dialettale di Francesco Corbinci al teatro Partenope nel ruolo di "generico" con la sorella Titina che è invece prima attrice. Successivamente passa nella compagnia di riviste di Francesco Amodio sempre nel ruolo di "generico". Dal 1923 al 1925 presta servizio militare nei Bersaglieri presso il 9° Reggimento. Dopo esperienze con diverse compagnie teatrali, sempre in ruoli da 'generico', nel 1931 fondò con i fratelli la Compagnia Teatro Umoristico: i De Filippo. Fu un'esperienza di grande successo, con tournée in tutta Italia, nuove commedie, critiche entusiaste e teatri sempre pieni. Tuttavia nel 1944, per dissidi con il fratello Eduardo (dovuti anche alla relazione che Peppino aveva iniziato con Lidia Maresca, che divenne poi la sua seconda moglie), Peppino lasciò la compagnia. Questa separazione gli permise di trovare un suo stile come autore, distinguendosi da Eduardo per il tono delle sue commedie, più leggero. Anche come attore ebbe modo di mostrare la sua versatilità in interpretazioni come quella de Il guardiano di Harold Pinter, diretto da Edmo Fenoglio nel 1977 con Ugo Pagliai e Lino Capolicchio, e quella di Arpagone ne L'avaro di Molière. Nel 1976 Peppino pubblicò, per l'Editore Marotta, l'autobiografia Una famiglia difficile.
Oltre al teatro, lavorò come attore anche per il cinema, realizzando con Totò diversi film e dando vita a una delle più celebri e acclamate coppie comiche del cinema italiano; i due attori, infatti, avevano una straordinaria intesa e capacità di compensarsi e Peppino De Filippo può considerarsi senza dubbio il partner migliore di Totò, al punto che nel suo caso il termine "spalla" sarebbe senz'altro riduttivo. Questa serie di film, formata fra gli altri da Totò, Peppino e i fuorilegge, La banda degli onesti e Totò, Peppino e la... malafemmina, fu coronata da un vasto successo di pubblico, sebbene non venissero ugualmente considerati dalla critica dell'epoca.
Lavorò anche con grandi registi, come Fellini e Lattuada, in Luci del varietà e nell'episodio Le tentazioni del dottor Antonio, inserito in Boccaccio '70.

Peppino De Filippo nei panni di Gaetano Pappagone

Per la televisione inventò il personaggio di Pappagone, presentato nella trasmissione Scala reale, un umile servitore, al servizio del Cummendatore Peppino De Filippo, in cui convergono le tipiche maschere del teatro napoletano (Pulcinella e Felice Sciosciammocca), inventore di un gergo particolare ed esilarante. I suoi piriché, ecquequà, carta d'indindirindà entrarono nel parlato comune, divenendo modi di dire diffusissimi. Alla fine del 1979 si ebbero le sue ultime partecipazioni televisive, quando, già malato, condusse il varietà televisivo Buonasera con..., coadiuvato dalla collaborazione del figlio Luigi. Del programma televisivo incise anche la sigla, dal titolo La gallina, pubblicato su 45 giri.

### Morte
Morì a Roma all'età di 76 anni il 27 gennaio 1980 nella clinica Sanatrix, a causa di una cirrosi epatica. Il funerale, per sua volontà, si celebrò nella cappella interna del cimitero del Verano; fu poi sepolto nella tomba di famiglia. Alcuni anni dopo il III Municipio capitolino, Monte Sacro, lo ricorderà con una targa apposta al civico 761 del palazzo di via Nomentana dove aveva vissuto.
Nel 2014 una lapide commemorativa è stata posta a Napoli, in via Ascensione n. 6.

## Vita privata
Sposato tre volte, dalla sua prima moglie Adele Carloni ebbe un figlio, Luigi, che ha continuato con successo fino alla morte l'attività paterna riproponendo in scena molti suoi lavori teatrali. In seconde nozze sposò l'attrice e soubrette Lidia Maresca (attiva con il nome d'arte Lidia Martora), sorella di Marisa Maresca, dopo una convivenza trentennale nel 1971, poche ore prima della morte dell'attrice. Nel 1977 sposò Lelia Mangano, sua partner in compagnia.

## Teatro
- Trampoli e cilindri, (un atto in lingua napoletana) (1927)
- Un ragazzo di campagna, originariamente rappresentato con il titolo Tutti uniti canteremo (farsa in due parti) (1931)
- Don Rafele 'o trumbone, (commedia in un atto) (1931)
- Spacca il centesimo, (commedia in un atto) (1931)
- Miseria bella, (farsa in un atto) (1931)
- Una persona fidatissima, (farsa in un atto) (1931)
- Aria paesana, (storia vecchia uguale per tutti in un atto) (1931)
- Amori e balestre!, (farsa in un atto in lingua napoletana) (1931)
- Sto bene con l'elmo, (commedia in un atto unico) (1931)
- Cupido scherza e spazza, (farsa in un atto in lingua napoletana) (1932)
- Quale onore, (farsa in un atto) (1932)
- Caccia grossa, (un atto ironico romantico) (1932)
- Cinque minuti dopo, (atto unico) (1932)
- Uno, due e tre - Hop...là (atto unico) (1932)
- A Coperchia è caduta una stella, (farsa campestre in due parti) (1933)
- La lettera di mammà, (farsa in due parti in collaborazione con Maria Scarpetta) (1933)
- Quaranta ma non li dimostra, (commedia in due parti in collaborazione con Titina De Filippo) (1933)
- Il ramoscello d'olivo, (farsa in un atto) (1933)
- I brutti amano di più, (commedia romantica in tre parti) (1933)
- Lorenzo e Lucia, (commedia in tre atti) (1934)
- Liolà (dalla commedia di Luigi Pirandello, trasposta in lingua napoletana) (1935)
- Un povero ragazzo, (commedia in tre atti e quattro quadri) (1936)
- Il compagno di lavoro, (un atto in lingua napoletana) (1936)
- Il mio primo amore (atto unico dei fratelli De Filippo, radiotrasmesso) (1937)
- Bragalà paga per tutti!, (un atto in lingua napoletana) (1939)
- Il grande attore, (commedia in un atto) (1940)
- Una donna romantica e un medico omeopatico, (da una commedia - parodia in cinque atti di Riccardo di Castelvecchio, riduzione in tre atti in lingua napoletana) (1940)
- ...di Pasquale del Prado, (rifacimento in tre atti di Lo chicos crescen di Darthes e Damiel) (1941)
- Prestami cento lire, (atto unico di A. Vacchieri, versione napoletana di Peppino) (1941)
- Non è vero... ma ci credo, (commedia in tre atti) (1942)
- I casi sono due, (commedia in tre atti) (1945)
- Quel bandito sono io!, (farsa in tre atti e quattro quadri) (1947)
- L'ospite gradito!, (tre atti comici) (1948)
- Quel piccolo campo..., (commedia in tre atti) (1948)
- Per me come se fosse!, (commedia in due parti e quattro quadri) (1949)
- Carnevalata, (un atto) (1950)
- Gennarino ha fatto il voto, (farsa in tre atti) (1950)
- I migliori sono così, (farsa in due parti e otto quadri) (1950)
- Pronti? Si gira!, (satira buffa in un atto) (1952)
- Pranziamo insieme!, (farsa in un atto) (1952)
- Io sono suo padre!, (commedia in due parti e quattro quadri) (1952)
- Pater familias, (commedia in un atto) (1955)
- Noi due!, (commedia in un atto) (1955)
- Un pomeriggio intellettuale, (commedia in un atto) (1955)
- Dietro la facciata, (commedia in un atto) (1956)
- Le metamorfosi di un suonatore ambulante, (farsa all'antica in un prologo, due parti e cinque quadri, con appendice e musiche di Peppino De Filippo) (1956)
- Il talismano della felicità, (farsa in un atto) (1956)
- La collana di cento noccioline, (commedia in un atto) (1957)
- Omaggio a Plauto, (un atto) (1963)
- Tutti i diavoli in corpo, (un atto) (1965)
- L'amico del diavolo, (commedia in tre atti) (1965)
- Come finì don Ferdinando Ruoppolo (1969)

## Filmografia

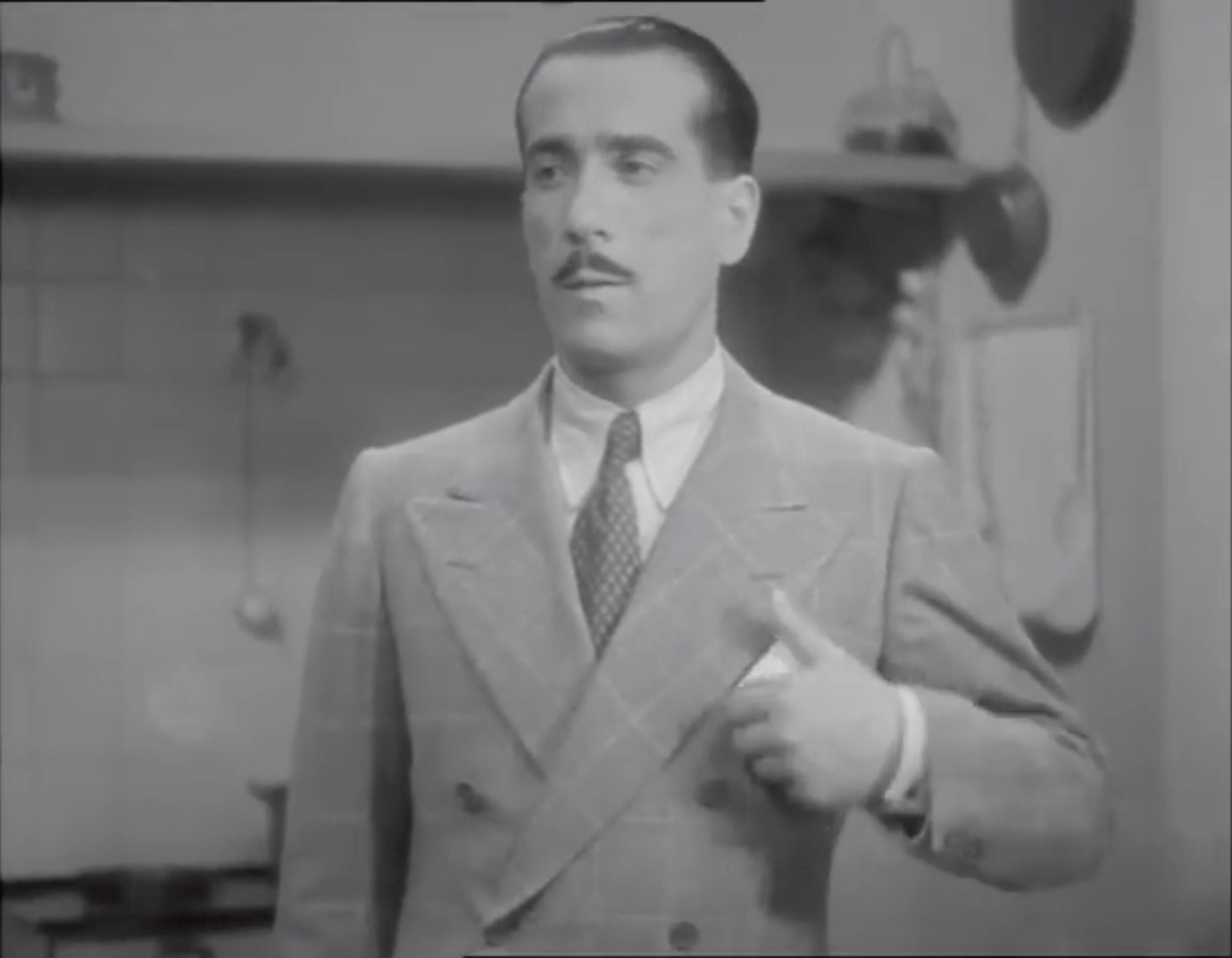
Peppino De Filippo in Sono stato io! (1937)

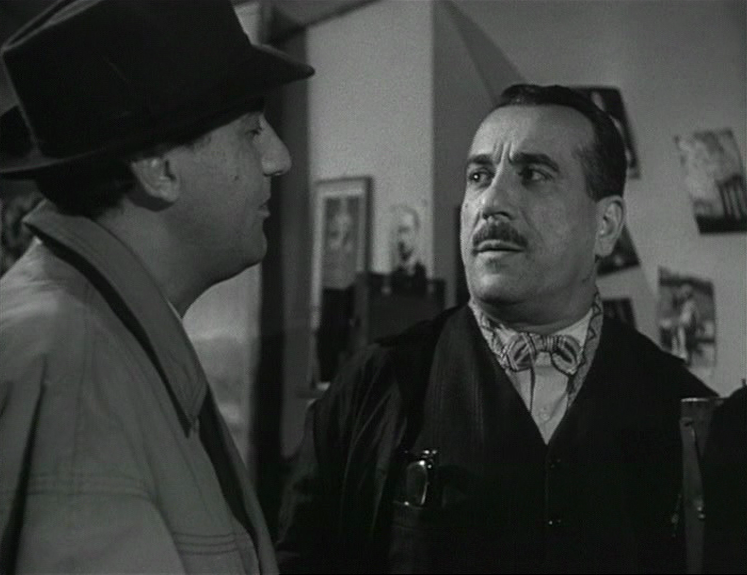
Con Alberto Sordi nel film Il segno di Venere (1955)

Con Totò nel film Totò, Peppino e la... malafemmina (1956)

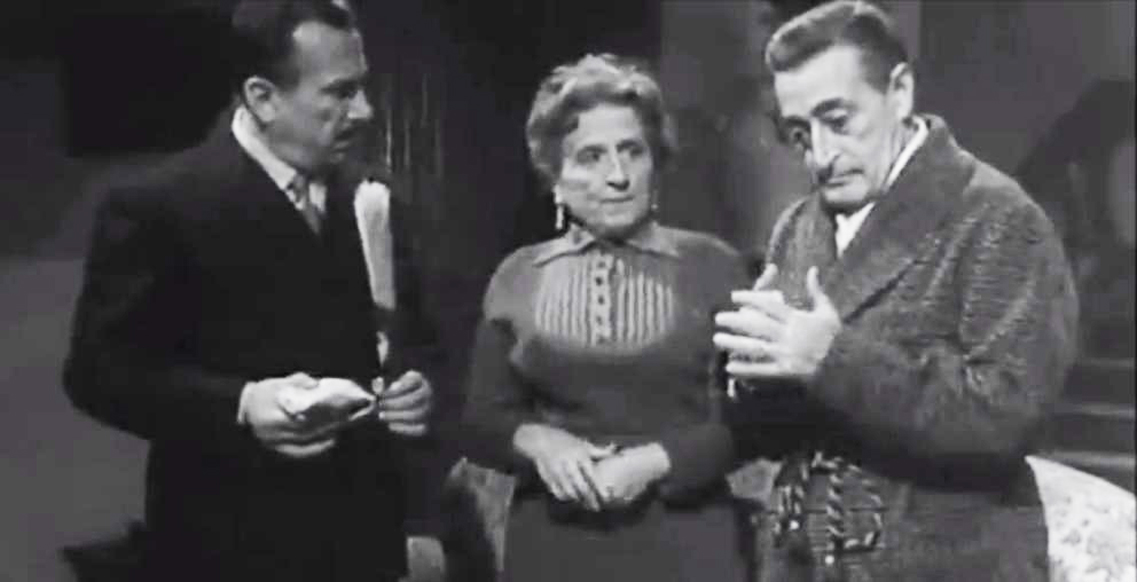
Con Totò e Titina De Filippo in Totò, Peppino e i fuorilegge (1956)

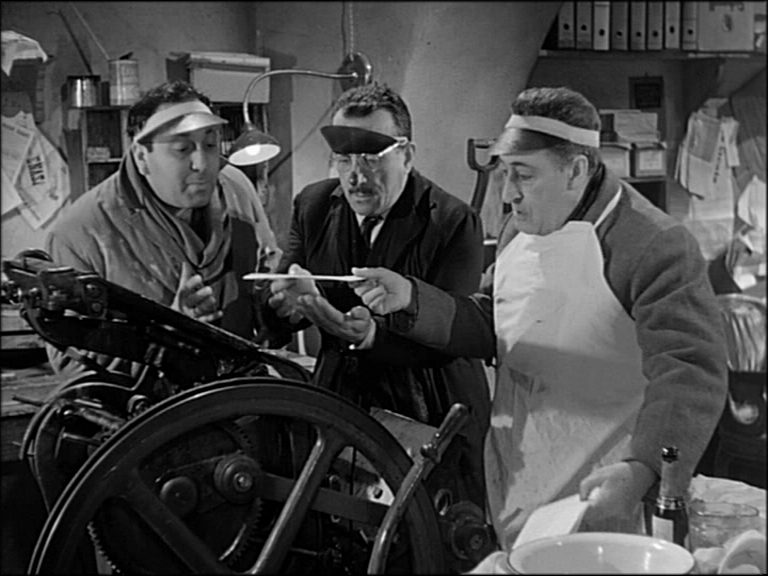
Il film che consacrò il sodalizio della coppia "Totò-Peppino": La banda degli onesti (1956), Peppino (al centro) con Giacomo Furia e Totò

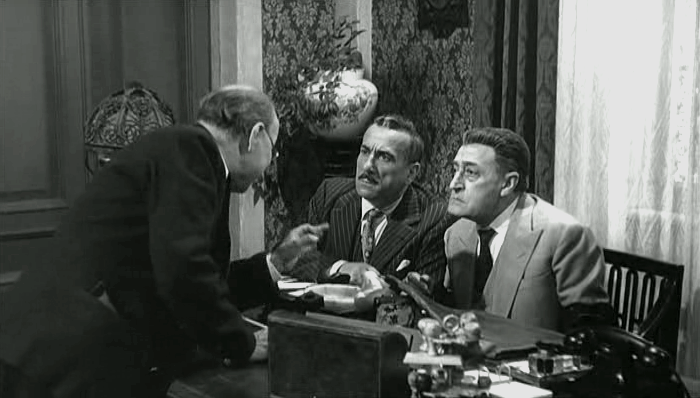
Peppino con Totò ed Enzo Petito in Chi si ferma è perduto (1960)

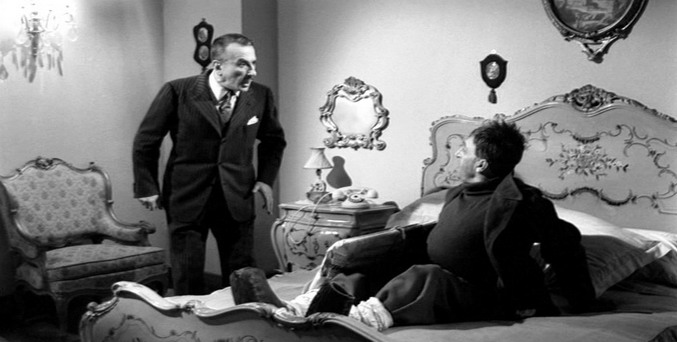
Ancora con Totò nel film Letto a tre piazze (1960)

Nel film Totò e Peppino divisi a Berlino (1962)

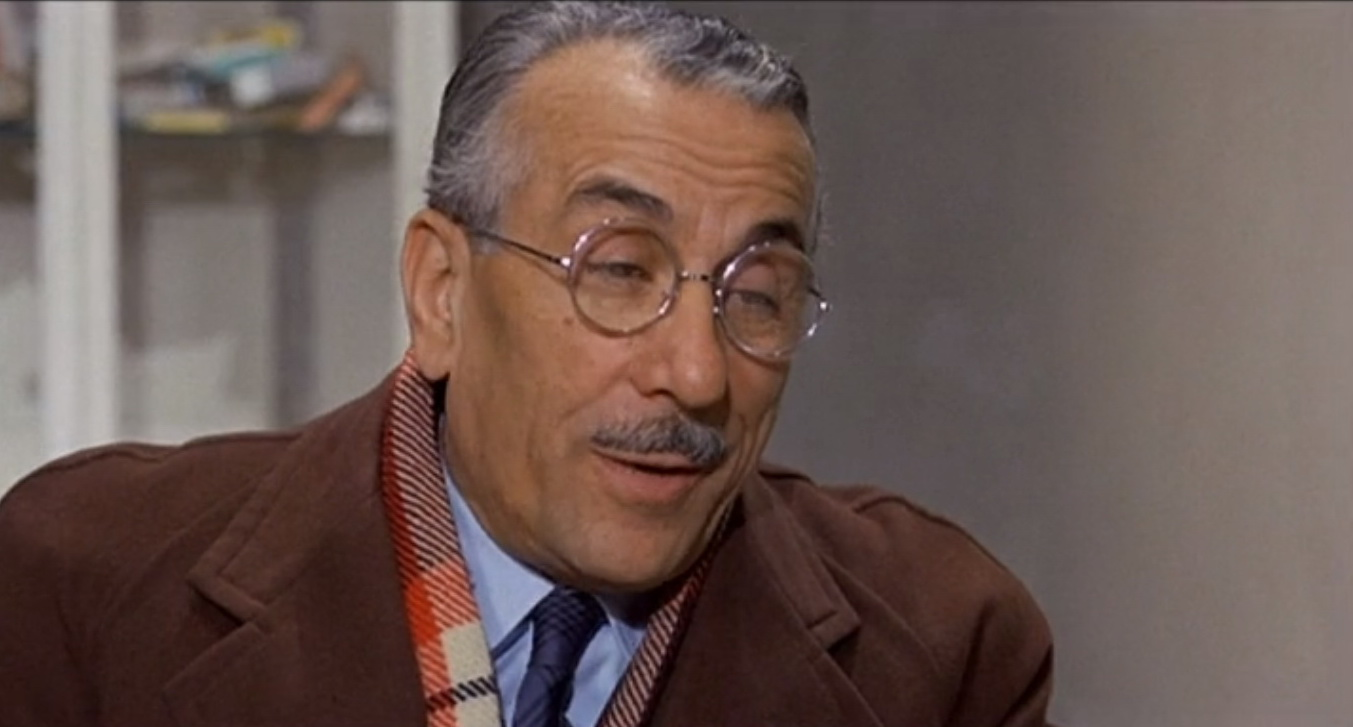
Peppino nel film Gli infermieri della mutua (1969)

- Tre uomini in frak, regia di Mario Bonnard (1933)
- Il cappello a tre punte, regia di Mario Camerini (1934)
- Quei due, regia di Gennaro Righelli (1935)
- Sono stato io!, regia di Raffaello Matarazzo (1937)
- L'amor mio non muore!, regia di Giuseppe Amato (1938)
- Il marchese di Ruvolito, regia di Raffaello Matarazzo (1939)
- In campagna è caduta una stella, regia di Eduardo De Filippo (1939)
- Il sogno di tutti, regia di Oreste Biancoli e Ladislao Kish (1940)
- Notte di fortuna, regia di Raffaello Matarazzo (1941)
- L'ultimo combattimento, regia di Piero Ballerini (1941)
- A che servono questi quattrini?, regia di Esodo Pratelli (1942)
- Le signorine della villa accanto, regia di Gian Paolo Rosmino (1942)
- Non ti pago!, regia di Carlo Ludovico Bragaglia (1942)
- Casanova farebbe così!, regia di Carlo Ludovico Bragaglia (1942)
- Campo de' fiori, regia di Mario Bonnard (1943)
- Non mi muovo!, regia di Giorgio Simonelli (1943)
- Ti conosco, mascherina!, regia di Eduardo De Filippo (1943)
- Io t'ho incontrata a Napoli, regia di Pietro Francisci (1946)
- Natale al campo 119, regia di Pietro Francisci (1948)
- Vivere a sbafo, regia di Giorgio Ferroni (1949)
- Biancaneve e i sette ladri, regia di Giacomo Gentilomo (1949)
- La bisarca, regia di Giorgio Simonelli (1950)
- Luci del varietà, regia di Federico Fellini e Alberto Lattuada (1950)
- Signori, in carrozza!, regia di Luigi Zampa (1951)
- La famiglia Passaguai, regia di Aldo Fabrizi (1951)
- Bellezze in bicicletta, regia di Carlo Campogalliani (1951)
- Cameriera bella presenza offresi..., regia di Giorgio Pàstina (1951)
- Ragazze da marito, regia di Eduardo de Filippo (1952)
- Non è vero... ma ci credo, regia di Sergio Grieco (1952)
- Totò e le donne, regia di Steno e Mario Monicelli (1952)
- Una di quelle, regia di Aldo Fabrizi (1953)
- Siamo tutti inquilini, regia di Mario Mattoli (1953)
- Il più comico spettacolo del mondo, regia di Mario Mattoli (1953)
- Martin Toccaferro, regia di Leonardo De Mitri (1953)
- Lo scocciatore (Via Padova 46), regia di Giorgio Bianchi (1953)
- Un giorno in pretura, regia di Steno (1953)
- Peppino e la vecchia signora, regia di Piero Ballerini (1954)
- Le signorine dello 04, regia di Gianni Franciolini (1955)
- Piccola posta, regia di Steno (1955)
- Motivo in maschera, regia di Stefano Canzio (1955)
- Io piaccio, regia di Giorgio Bianchi (1955)
- I due compari, regia di Carlo Borghesio (1955)
- Il segno di Venere, regia di Dino Risi (1955)
- Gli ultimi cinque minuti, regia di Giuseppe Amato (1955)
- Accadde al penitenziario, regia di Giorgio Bianchi (1955)
- Cortile, regia di Antonio Petrucci (1955)
- I pappagalli, regia di Bruno Paolinelli (1955)
- Un po' di cielo, regia di Giorgio Moser (1955)
- Totò, Peppino e la... malafemmina, regia di Camillo Mastrocinque (1956)
- Totò, Peppino e i fuorilegge, regia di Camillo Mastrocinque (1956)
- Guardia, guardia scelta, brigadiere e maresciallo, regia di Mauro Bolognini (1956)
- La banda degli onesti, regia di Camillo Mastrocinque (1956)
- Peppino, le modelle e... "chella llà", regia di Mario Mattoli (1957)
- La nonna Sabella, regia di Dino Risi (1957)
- Vacanze a Ischia, regia di Mario Camerini (1957)
- Totò, Peppino e le fanatiche, regia di Mario Mattoli (1958)
- La nipote Sabella, regia di Giorgio Bianchi (1958)
- Tuppe tuppe, Marescià!, regia di Carlo Ludovico Bragaglia (1958)
- Anna di Brooklyn, regia di Vittorio De Sica e Carlo Lastricati (1958)
- Pane, amore e Andalusia (Pan, amor y... Andalucía), regia di Javier Setó (1958)
- La cambiale, regia di Camillo Mastrocinque (1959)
- Arrangiatevi, regia di Mauro Bolognini (1959)
- Policarpo, ufficiale di scrittura, regia di Mario Soldati (1959)
- Ferdinando Iº re di Napoli, regia di Gianni Franciolini (1959)
- Signori si nasce, regia di Mario Mattoli (1960)
- Letto a tre piazze, regia di Steno (1960)
- Chi si ferma è perduto, regia di Sergio Corbucci (1960)
- A noi piace freddo...!, regia di Steno (1960)
- Genitori in blue-jeans, regia di Camillo Mastrocinque (1960)
- Il mattatore, regia di Dino Risi (1960)
- Gli incensurati, regia di Francesco Giaculli (1960)
- Il carabiniere a cavallo, regia di Carlo Lizzani (1961)
- Totò, Peppino e... la dolce vita, regia di Sergio Corbucci (1961)
- Totò e Peppino divisi a Berlino, regia di Giorgio Bianchi (1962)
- I 4 monaci, regia di Carlo Ludovico Bragaglia (1962)
- Il mio amico Benito, regia di Giorgio Bianchi (1962)
- Le tentazioni del dott. Antonio, episodio di Boccaccio '70, regia di Federico Fellini (1962)
- Totò contro i quattro, regia di Steno (1963)
- I 4 tassisti, regia di Giorgio Bianchi (1963)
- I quattro moschettieri, regia di Carlo Ludovico Bragaglia (1963)
- Gli onorevoli, regia di Sergio Corbucci (1963)
- Adultero lui, adultera lei, regia di Raffaello Matarazzo (1963)
- La vedovella, regia di Silvio Siano (1964)
- Made in Italy, regia di Nanni Loy (1965)
- Rita la zanzara, regia di Lina Wertmüller (come G. Brown) (1966)
- Ischia operazione amore, regia di Vittorio Sala (1966)
- La fabbrica dei soldi, regia di Riccardo Pazzaglia, Juan Estelrich e Jean-Claude Roy (1966)
- Soldati e capelloni, regia di Ettore Maria Fizzarotti (1967)
- Non stuzzicate la zanzara, regia di Lina Wertmüller (1967)
- Zum Zum Zum - La canzone che mi passa per la testa, regia di Bruno Corbucci e Sergio Corbucci (1968)
- Zum Zum Zum nº 2, regia di Bruno Corbucci (1969)
- Lisa dagli occhi blu, regia di Bruno Corbucci (1969)
- Gli infermieri della mutua, regia di Giuseppe Orlandini (1969)
- Ninì Tirabusciò, la donna che inventò la mossa, regia di Marcello Fondato (1970)
- Giallo napoletano, regia di Sergio Corbucci (1979)

## Prosa radiofonica Rai
- Don Pietro Caruso di Roberto Bracco, regia di Claudio Fino, trasmessa il 1 maggio 1951.
- Ventiquattr'ore di un uomo qualunque di Ernesto Grassi, regia di Peppino De Filippo, trasmessa il 3 ottobre 1955.

## Prosa televisiva Rai
- Ventiquattr'ore di un uomo qualunque, di Ernesto Grassi, regia televisiva di Guglielmo Morandi, trasmessa il 31 maggio 1955, sul Programma Nazionale Rai. Debutto televisivo di Peppino De Filippo. Compagnia del teatro italiano diretta da Peppino De Filippo.[14]

Personaggi e interpreti: Panico: Ercole Raneli; Alberto Cimmino: Peppino De Filippo; Palmieri: Vittorio Donati; Il cavaliere: Mario Siletti; La dattilografa: Maria Adelaide Zaccaria; Cinque: Luigi De Filippo; La signora Cimmino: Dory Cei; Ninì: Anna Maria Torniai; Il commendatore: Pietro Carloni; Lisa Cardon: Lidia Martora; Ettore Loris: Massimo Burrelli; Mirella Mari: Graziella Maranghi; Guido Lauri: Giorgio Kuro; Marcella: Gabriella Placci; Il cameriere: Ercole Raneli; L'ufficiale giudiziario: Pierino Bertello; La signora Lo Monaco: Gina Amendola
- L'avaro di Molière, regia di Carla Ragionieri, trasmessa il 27 dicembre 1963.
- Il guardiano di Harold Pinter, regia di Edmo Fenoglio, 21 gennaio 1977, ritrasmesso su Rai 5 il 3 giugno 2022.

Personaggi e interpreti: Un giovane: Lino Capolicchio; Un uomo: Ugo Pagliai; Un vecchio: Peppino De Filippo

## Discografia parziale

### Album
- 1964 - Ritratto di Peppino De Filippo

### Singoli
- 1978 - Re Picchiafava
- 1979 - La gallina

## Libri (parziale)
- Paese mio! Poesie e canzoni napoletane, Marotta, 1966.
- Strette di mano, Marotta, 1974.
- Una famiglia difficile, Napoli, Alberto Marotta, 1976.
- Pappagone e non solo..., Mondadori, 2003.

## Riconoscimenti
- Nastro d'argento
  - 1957 – Miglior attore non protagonista per Totò, Peppino e i fuorilegge

## Onorificenze
Commendatore dell'Ordine della Corona d'Italia 
(anni 60?) dal Re Umberto II di Savoia.